# Maria Antonietta Sycylijska (1814–1898)
Maria Antonietta Burbon-Sycylijska, włoski Maria Antonia di Borbone-Due Sicilie lub Maria Antonia di Toscana (ur. 19 grudnia 1814 w Palermo, zm. 7 listopada 1898 w Gmunden) – księżniczka Królestwa Obojga Sycylii. 
Maria Antonietta była trzecią córką Franciszka I Burbona, króla Obojga Sycylii, i królowej Marii Izabeli, infantki hiszpańskiej. Jej siostrami byli m.in.: Maria Krystyna – królowa Hiszpanii i Teresa - cesarzowa Brazylii. Została ochrzczona jako Maria Antonia Giuseppa Anna na cześć Marii Antoniny, zmarłej królowej Francji, siostry jej babki - Marii Karoliny. Urodziła się w Palermo, ponieważ cały dwór neapolitański przeniósł się na Sycylię, kiedy francuskie oddziały opanowały kontynentalną część królestwa. Kilka miesięcy po jej narodzinach dwór powrócił do Neapolu na mocy postanowień kongresu wiedeńskiego.
7 czerwca 1833 roku, w Neapolu Maria Antonietta wyszła za mąż za brata wujecznego – Leopolda II, wielkiego księcia Toskanii. Jej mąż był synem wielkiego księcia Ferdynanda III Toskańskiego i Luizy Marii, księżniczki Obojga Sycylii, ciotki Marii Antonietty. Para zamieszkała we Florencji. Na cześć Marii Antonietty jeden z florenckich placów nazwano Piazza Maria Antonia (dzisiaj Plac Niepodległości), linię kolejową i stację (dzisiejszą Firenze Santa Maria Novella).
Maria Antonietta zmarła 7 listopada 1898 roku, w wieku 83 lat.

## Potomstwo
- Maria Izabella (1834–1901), żona Franciszka Burbon-Sycylijskiego, hrabiego Trapani,
- Ferdynand IV (1835–1908), mąż Alicji Burbon-Parmeńskiej,
- Maria Teresa (1836–1838),
- Maria Krystyna (1838–1849),
- Karol Salwator (1839–1892), mąż Marii Immaculaty Burbon-Sycylijskiej,
- Maria Anna (1840–1841),
- Rainer (1842–1844),
- Maria Ludwika (1847–1917), żona Charlesa de Isenburg et Büdengen,
- Ludwik Salwator (1847–1915),
- Jan Salwator, Jan Orth (1852–1891), mąż Milly Stubel.